# Napeanthus robustus
Napeanthus robustus är en tvåhjärtbladig växtart som beskrevs av Karl Fritsch. Napeanthus robustus ingår i släktet Napeanthus och familjen Gesneriaceae. Inga underarter finns listade i Catalogue of Life.